# Université municipale de Sapporo
L'université municipale de Sapporo (札幌市立大学, Sapporo shiritsu daigaku) est une université publique du Japon située dans la ville de Sapporo. Elle est ouverte en 1965 et fusionne en 2006 avec une école d'infirmières pour lui donner sa forme actuelle.